# Codecademy
Codecademy — це інтерактивна онлайн-платформа з навчання 7 мовам програмування: Python, PHP, jQuery, JavaScipt, Ruby а також мови опису зовнішнього виду сторінки HTML та CSS. Станом на січень 2014 року, 24 мільйони юзерів виконали більше 100 мільйонів вправ.
Кодкадемія отримала виключно схвальні відгуки від багатьох блогів та сайтів, зокрема New York Times та TechCrunch.
Кожен користувач має власний профіль. Для мотивації юзерів існує система заохочувальних бейджів за виконання вправ, індикатор проходження курсу, що їх можуть бачити інші користувачі. Також доступні словники HTML та CSS в межах одного курсу. Сайт дозволяє кожному створювати та публікувати нові курси, використовуючи Course Creator. 
На Codecademy також існує форум, де новачки та досвідчені кодувальники можуть спілкуватися та допомагати один одному. Для деяких курсів існують "пісочниці", в яких юзери можуть тестувати свої програмні коди. 
Беручи участь в Computer Science Education Week у грудні 2013 року, Codecademy запустила свій перший iOS-додаток "Hour of Code" (укр. "Година кодингу"). Аплікація фокусується на основах програмування і націлена на людей, що хочуть вчитися програмуванню в ігровій формі.

## Історія
Кодкадемія була створена у серпні 2011 року Заком Сімсом та Райяном Рубінскі. Щоб сфокусуватися на проекті, обидва полишили Колумбійський університет. За 2 раунди інвестицій (в жовтні 2011 та червні 2012) компанія залучила $12,5 млн. Сума залучених інвестицій у третьому раунді не розголошується.

## Code Year
Code Year (укр. "Рік кодингу") — це безкоштовна інтерактивна програма для всіх бажаючих навчитися програмуванню. Вона передбачала публікування нових курсів кожного тижня. У 2012 участь у програмі взяли більше 450,000 людей, тож Кодкадемія подовжила її.

## References
1. ↑  Codecademy.com Site Info. Alexa Internet. Архів оригіналу за 7 січня 2019. Процитовано 26 березня 2015. [Архівовано 2019-01-07 у Wayback Machine.]
2. ↑  Summers, Nick. Codecademy surpasses 24 million unique users for its free online coding courses. The Next Web. Архів оригіналу за 7 січня 2019. Процитовано 23 квітня 2014.
3. ↑  Wortham, Jenna (14 вересня 2011). Codecademy Offers Free Coding Classes for Aspiring Entrepreneurs. The New York Times. Архів оригіналу за 7 січня 2019. Процитовано 26 липня 2012.
4. ↑  Cincaid, Jason. Codecademy Surges To 200,000 Users, 2.1 Million Lessons Completed In 72 Hours. TechCrunch. Архів оригіналу за 7 січня 2019. Процитовано 26 липня 2012.
5. ↑  HTML Glossary. Codecademy. Архів оригіналу за 7 січня 2019. Процитовано 10 грудня 2013.
6. ↑  Summers, Nick. Codecademy: Hour of Code app for the iPhone lets you learn basic programming anytime, anywhere. The Next Web. Архів оригіналу за 25 квітня 2016. Процитовано 23 квітня 2014.
7. 1 2  30 Under 30: Zach Sims and Ryan Bubinski, Codecademy. Inc.com. 2 липня 2012. Архів оригіналу за 3 серпня 2012. Процитовано 13 серпня 2012.
8. ↑  Segall, Laurie (29 листопада 2011). Codecademy says it can turn anyone into a Web programmer - Nov. 29, 2011. Money.cnn.com. Архів оригіналу за 7 січня 2019. Процитовано 13 серпня 2012.
9. ↑  Wortham, Jenna (27 жовтня 2011). Codecademy Lands $2.5 Million From Investors - NYTimes.com. Bits.blogs.nytimes.com. Архів оригіналу за 7 січня 2019. Процитовано 13 серпня 2012.
10. ↑  Jun 5, 2013: Codecademy - Funding Round - Series C - CrunchBase. crunchbase.com. Архів оригіналу за 10 вересень 2014. Процитовано 8 вересня 2014.
11. ↑  Segall, Laurie (6 січня 2012). Code Year draws 200,000 aspiring programmers - Jan. 6, 2012. Money.cnn.com. Архів оригіналу за 2 квітня 2015. Процитовано 16 лютого 2013.
12. ↑  Learning JavaScript With Code Year " Feld Thoughts Feld Thoughts. Feld.com. Архів оригіналу за 13 лютого 2014. Процитовано 16 лютого 2013.